# پل کلرمن

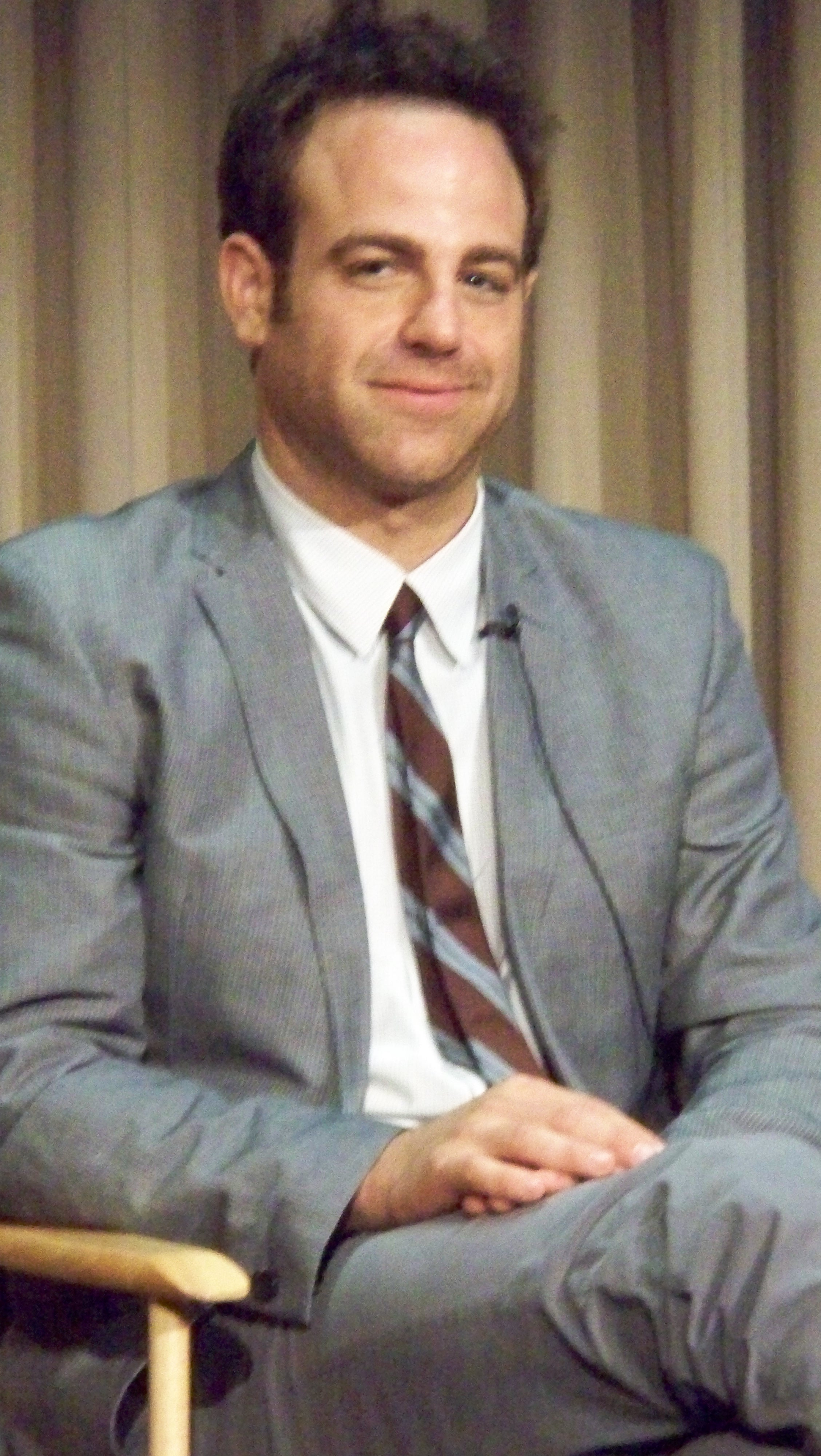
پائول ادلستین او ایفاگر نقش پل کلرمن در سریال فرار از زندان بود.

پل کلرمن یکی از اصلی‌ترین شخصیت‌های سریال فرار از زندان که با نقش آفرینی پائول ادلستین اجرا شده. کلرمن یکی از اعضای «سازمان» است که به شدت بی‌رحم بوده و به راحتی دشمنان خود را سر به نیست می‌کند. او رابطه‌ای خوب با معاون رئیس‌جمهور دارد اما پس از رسیدن معاون به ریاست جمهوری، پل طرد می‌شود و به کمک قهرمانان داستان می‌شتابد.

## حضور

### فصل اول
پل یکی از بی‌رحم‌ترین و منفی‌ترین شخصیت‌های داستان است که بسیاری از افرادی را که قصد کمک به مایکل اسکافیلد دارند را به قتل می‌رساند و حتی به همکار خودش هم رحم نمی‌کند و ناپدری ال‌جی باروز را هم می‌کشد.

### فصل دوم
برای یافتن رد پای مایکل پل به سراغ سارا در کمپ ترک اعتیاد می‌رود و او را برای گرفتن اطلاعات به شدت شکنجه می‌کند. با مرگ رئیس‌جمهور، معاونش به جای او می‌نشیند. معاون که قبلاً دستورات را مستقیماً به پل می‌داده به جای او از افراد دیگری استفاده می‌کند. پل حتی سارا را می‌رباید که در نهایت سارا از دست او فرار می‌کند. اما پس از آن توبه می‌کند و برای گرفتن انتقام به مایکل وبرادرش کمک می‌کند. او در قسمت آخر این فصل وقتی در حال منتقل شدن به زندان بود توسط افراد ناشناسی فراری داده می‌شود و به کمک افراد پدر لینکن و مایکل شایعه می‌کند که کشته شده است.

### فصل سوم
او در این فصل حضور ندارد

### فصل چهارم
پل در انتهای فصل چهارم که فکر می‌شد مرده، در قامت یک قهرمان و برای نجات قهرمانان داستان و برملا کردن جنایات سازمان مخوف ظاهر می‌شود.

### فصل پنجم
در این فصل وی به وزارت امور خارجه راه پیدا کرده و سارا که فکر می‌کند کلرمن مسئول زندانی مایکل و توطئه‌های دیگر است، تی بگ را به خانه وی فرستاده و کلرمن در حال صحبت با او بود که از پنجره خانه اش تیری به او برخورد می‌کند سپس ون گوگ و ای دابلیو وارد خانه او شده و تی بگ دور از چشم آنها فرار می‌کند کلرمن پس از کمی صحبت با ون گوگ توسط او به قتل می‌رسد.